# ضبط مجدد (موسیقی)
ضبط مجدد (انگلیسی: Re-recording) یک ضبط از ترانه یا آلبوم است که به دنبال اجرای جدید یک اثر موسیقی تهیه می‌شود. این کار به صورت رایج اما نه انحصاری توسط یک هنرمند یا گروه عامه‌پسند انجام می‌شود. ضبط مجدد با نسخه مجدد—که شامل انتشار دوم یا بعدی قطعه موسیقی است که قبلاً ضبط شده‌است—متفاوت است.
ضبط مجدد اغلب ده‌ها سال پس از انتشار ضبط اصلی، معمولاً تحت شرایط قراردادی مطلوب‌تر برای هنرمندان، تولید می‌شود. این امر خصوصاً در بین اعمالی که در ابتدا با قراردادهایی موافقت می‌کردند که امروزه غیرمنصفانه و استثماری تلقی می‌شوند، معمول است. وقتی ضبط مجدد براساس قراردادهای جدیدتر انجام می‌شود، هنرمندان می‌توانند حق امتیازات بسیار بالاتری را برای استفاده در فیلم‌ها، تبلیغات و پیش پرده‌های فیلم دریافت کنند. برخی از هنرمندان مانند تیلور سوئیفت و دف لپارد به دلیل اختلاف با ناشرهایشان، موسیقی خود را دوباره ضبط کرده‌اند.